# Athenodorus
Athenodorus (grekiska: Ἀθηνόδωρος), död 148, var patriark av Konstantinopel från 144 till 148. Under tiden för hans ämbete ökade de kristnas antal i staden.